# Riverview (Alabama)
Riverview è un comune degli Stati Uniti d'America situato nella contea di Escambia dello Stato dell'Alabama.